# Armando Amaral Dos Santos
Armando Amaral Dos Santos (* 4. März 1929 in Chinguar; † 14. Oktober 1973) war ein angolanischer Geistlicher und römisch-katholischer Bischof von Benguela.

## Leben
Armando Amaral Dos Santos empfing am 22. Dezember 1956 die Priesterweihe.
Am 6. Juni 1970 wurde er zum Bischof von Benguela ernannt. Die Bischofsweihe spendete ihm am 2. August desselben Jahres der Bischof von Silva Porto, Manuel António Pires, Mitkonsekratoren waren Altino Ribeiro de Santana, Bischof von Sá da Bandeira und Francisco Esteves Dias, Bischof von Luso.
Er hatte das Amt bis zu seinem Tod am 14. Oktober 1973 inne.